# Vultures
Vultures is het tweede studioalbum van de Utrechtse rockgroep Kensington, die werd uitgebracht op 11 mei 2012 en is geproduceerd en opgenomen in Berlijn. Na een week bereikte Vultures de zesde plaats van de Nederlandse Album Top 100. Uiteindelijk behaalde het album nog een gouden status.

## Tracklist
| Nr.          | Titel                     | Duur  |
| ------------ | ------------------------- | ----- |
| 1.           | "Send Me Away"            | 3:06  |
| 2.           | "Ride"                    | 3:16  |
| 3.           | "Don't Look Back"         | 3:15  |
| 4.           | "Home Again"              | 3:16  |
| 5.           | "No Way Out"              | 3:15  |
| 6.           | "Kilimanjaro"             | 4:36  |
| 7.           | "We Are The Young"        | 3:02  |
| 8.           | "Go Down"                 | 2:53  |
| 9.           | "Ghosts"                  | 3:28  |
| 10.          | "It Doesn't Have To Hurt" | 3:20  |
| 11.          | "Call My Name"            | 4:20  |
| 12.          | "Good Life"               | 3:06  |
| Totale Duur: | Totale Duur:              | 41:16 |

Eloi Youssef · Casper Starreveld · Niles Vandenberg · Jan Haker